# 夢で逢えたら/FUN×4
『夢で逢えたら / FUN×4』（ゆめであえたら フォー・タイムズ・ファン）は、2022年8月3日に発売された大滝詠一のシングル。

## 解説
本作は、大滝詠一、佐野元春、杉真理によって1981年に発表された“ナイアガラ・トライアングル”名義による「A面で恋をして」の7インチ・シングルと同時リリースされた。
「夢で逢えたら」は大滝詠一が、“大瀧詠一”名義で作詞・作曲した楽曲で、数多くのカバー・バージョンが存在するスタンダード・ナンバー。制作サイドからの強い要望を受けて、8月11日より全国順次公開の映画『ぜんぶ、ボクのせい』のエンディング・テーマとして本人歌唱のバージョンが使用されることになった。
カップリングには、麒麟麦酒『麒麟 発酵レモンサワー』のCMソングとして使用された、アルバム『A LONG VACATION』から「FUN×4」を収録。

## パッケージ、アートワーク
ジャケット・デザインは、2018年にリリースされた12インチ・レコード『EIICHI OHTAKI Song Book III 大瀧詠一作品集Vol.3 「夢で逢えたら」』と同じデザインになっており、ジャケット裏面は『A LONG VACATION』40周年記念の際に制作された、江口寿史とのコラボレーション・ポスターのイラストが使用されている。
Sony Music Studios Tokyoによる2022年版カッティング。本作は「A面で恋をして / イエロー・サブマリン音頭（特別変）」同様、1982年リリースの「DOWN TOWN / パレード」、1994年リリースの「パレード / DOWN TOWN」以来となる“NIAGARA FOREVER GREEN SERIES”としてグリーン・レーベル仕様、クリア・ヴィニールでリリースされた。
本作は「完全生産限定盤」で発売された「7インチ・アナログ・レコード」だが、発売と同時に完売店舗が続出したため、限定追加生産が決定した。追加生産分は10月4日以降、順次店頭入荷となった。

## ミュージック・ビデオ
本作のリリースに合わせて、「夢で逢えたら」のミュージック・ビデオが7月21日に公開。映画『ぜんぶ、ボクのせい』の公開を記念して松本優作監督が2022年5月に新たに撮り下ろした作品。映画では、母に会いたい一心で児童養護施設から飛び出す少年・優太を白鳥晴都、誰にも言えない苦しみを抱えている女子高生のヒロイン・詩織を川島鈴遥が演じ、それぞれの孤独を秘めながら生きている二人だが、ミュージック・ビデオでは母を亡くした姉弟として再共演。大学生の姉・サツキ役を川島、悩みを抱え引きこもりがちな弟・ハル役を白鳥が演じている。8月19日には、映画公開記念として、同曲のミュージック・ビデオのスペシャル・ロング・ヴァージョンが公開された。

## 収録曲

### Side A
1. 夢で逢えたら
  - 作詞・作曲：大瀧詠一
  - STRINGS : Tatsuro Yamashita
  - 映画『ぜんぶ、ボクのせい』エンディング・テーマ

### Side B
1. FUN×4
  - 作詞：松本隆   作曲：大瀧詠一
  - Arranger：Bannai Tarao
  - 麒麟麦酒『麒麟 発酵レモンサワー』CMソング

## リリース日一覧
| 地域 | タイトル             | リリース日   | レーベル                         | 規格                 | カタログ番号 | 備考                                                                        |
| ---- | -------------------- | ------------ | -------------------------------- | -------------------- | ------------ | --------------------------------------------------------------------------- |
| 日本 | 夢で逢えたら / FUN×4 | 2022年8月3日 | NIAGARA ⁄ Sony Music Labels Inc. | 7"シングル・レコード | SRKL 3052    | グリーン・レーベル仕様、クリア・ヴィニール。両A面シングル。完全生産限定盤。 |